# ابن قارن رازی
ابن قارن رازی، پزشک و از شاگردان محمد زکریای رازی بوده‌است.

## زندگی
ابن‌ابی اصیبعه در کتاب عیون الانباء از او به عنوان پزشکی حاذق نام می‌برد و روایت داستان سفر رازی به خراسان برای درمان بیماری امیر سامانی و معاینه پسر رئیس نیشابور از او است و شاید همان شاگردی باشد که از طبرستان برای درمان چشم رازی به ری آمد.